# Port lotniczy Ratanankiri
Port lotniczy Ratanankiri (IATA: RDE, ICAO: VDRK) – międzynarodowy port lotniczy położony w Banlung, stolicy prowincji Rotanah Kiri w Kambodży. Obsługuje głównie loty czarterowe.